# Sąd kaperski
Sąd kaperski (ang. Prize Court) – rodzaj sądu w dawnym prawie wojennym. Decydował o tym, czy statki i ładunki zatrzymane w czasie wojny przez okręty wojenne podlegają konfiskacie. Na II konferencji haskiej w 1907 uchwalono projekt Międzynarodowego Trybunału Kaperskiego, mającego być instancją odwoławczą od wyroków sądów kaperskich, ustanawianych przez państwa uczestniczące w wojnie morskiej. Na wniosek USA 19 września 1910 podpisano w Hadze Protokół dodatkowy do Konwencji. Definicję kontrabandy ulegającej zajęciu ustaliła Deklaracja londyńska w 1909. Wszystkie trzy projekty nie zostały zrealizowane. 
Zgodnie z art. 4 XIII konwencji haskiej z 1907 o prawach i obowiązkach mocarstw neutralnych w razie wojny morskiej sąd kaperski nie może być utworzony przez państwo walczące na terytorium neutralnym lub na okręcie znajdującym się na wodach neutralnych.